# Lunner
Lunner is een gemeente in de Noorse fylke Akershus. De gemeente telde 9080 inwoners in januari 2017.

## Provincie
Tot 2020 maakte Lunner deel uit van de provincie Oppland. Bij de grote bestuurlijke herindeling in dat jaar fuseerde Oppland met Hedmark tot de provincie Innlandet. Echter de gemeenten Lunner en Jevnaker werden bij de nieuwgevormde provincie Viken gevoegd. In 2024 worden beiden een deel van Akershus fylke.

Lunner in de voormalige provincie Oppland
Lunner in de voormalige provincie Viken
Lunner in de huidige provincie Akershus

## Plaatsen in de gemeente
- Grua
- Roa/Lunner
- Harestua

Ås · Asker · Aurskog-Høland · Bærum · Eidsvoll · Enebakk · Frogn · Gjerdrum · Hurdal · Jevnaker · Lillestrøm · Lørenskog · Lunner · Nannestad · Nes · Nesodden · Nittedal · Nordre Follo · Rælingen · Ullensaker · Vestby

Voormalige gemeentes: Fet · Oppegård · Skedsmo · Ski · Sørum